# 美女と竹林
『美女と竹林』（びじょとちくりん）は、森見登美彦による連作エッセイ。

## 概要
本作は著者初のエッセイで、同僚の鍵屋さんの実家が所有する竹林を、竹林経営を目的に伐採させてほしいと登美彦氏（著者）が盟友・明石氏と竹林に挑み、その過程で膨らむ妄想、浮かび上がる回想が虚実ないまぜで綴られている。また、エッセイ連載時に手掛けていた小説や『夜は短し歩けよ乙女』で山本周五郎賞を受賞したことにも触れられており、当時の作家生活の一端を垣間見ることが出来る。
『小説宝石』（光文社）2007年1月号から2008年1月号、2008年3月号から6月号に連載され、2008年8月21日に同社から単行本が刊行された。
2010年12月9日には特典として連載の後日談「竹林ふたたび」が収録された光文社文庫版が刊行され、2019年7月1日より開催された光文社の文庫本キャンペーン「乃木坂文庫2019夏 青春＆ミステリー」では、秋元真夏が起用された特別装丁の文庫本が刊行されている。
注目すべき点は、エッセイでありながら三人称で語られていることで、著者が第三者の視点で自分自身について語る手法がとられている。この手法は、元々は著者のブログで使われていたものである。

## 制作背景
著者の森見は子供のころから父親に連れられてタケノコ掘りに行き、大学時代も研究室で竹を研究テーマにするなど竹林に親しみがあり、偶然、同僚の実家が竹林を所有していると聞いたことが本作執筆のきっかけとなった。さらに、連載という形を取ることで真面目に竹林へ通う動機づけになるとも考えていた。
『美女と竹林』というタイトルは当初、竹林だけでは注目を集めにくいと考え、意外性を持たせるのに「美女」を加えたもので、タイトルには「美女と竹林は等価交換関係にある」という意味が込められている。森見は竹林の魅力はその人工的な構造や宇宙的な雰囲気にあると考える。
エッセイには竹林経営を作家として行き詰まったときの選択肢として考えていると書かれているが、実際には本格的に取り組む余裕はなく、竹林伐採の描写には実体験が反映されているが、作中に登場する「MBC（モリミ・バンブー・カンパニー）」の描写はフィクションで、多角経営プランは未定であるとインタビューに答えている。また、作中に自身が登美彦氏として登場するのは、読者に自身を客観的に見せるための工夫で、実際の森見登美彦とは異なるキャラクターにしている。

## 登場人物
森見登美彦
妄想作家。作家として行き詰まることを見越し、多角経営プランとして「MBC」による竹林経営を目論む。
明石氏
登美彦氏の大学時代からの盟友。登美彦氏から竹林経営への協力を求められる。
法学部卒業後、銀行に就職するも2年で退職し、司法試験に挑むため法科大学院に入り直している。
鍵屋氏
登美彦氏の職場の先輩。阪神タイガースをこよなく愛する眼鏡と橙色の探偵帽子の似合うお姉様。
家が所有する竹林の伐採を登美彦氏から持ち掛けられ、了承する。
鍵山氏の御母堂、御尊父
200年前から桂の街道沿いにお宅を構える由緒正しき家柄。
酢牡蛎氏
鍵屋氏の友人。登美彦氏と明石氏は彼女から林檎のケーキをごちそうになる。
大口氏、鱸氏
編集者。このエッセイの担当。登美彦氏の要請で竹林伐採に駆り出される。
恩田さん
登美彦氏の職場の先輩で、大学の先輩にもあたる。阪神タイガースファン。
桃木さん
登美彦氏の職場の先輩。恩田さんの結婚相手。
上田弘一郎博士
昭和45年に刊行された『竹と人生』の著者。登美彦氏と同じ京大農学部を昭和2年に卒業された大先輩。
綿撫さん
編集者。『【新釈】走れメロス 他四篇』の担当。
本上まなみ
登美彦氏憧れの人。雑誌の企画やテレビ番組で登美彦氏と対談する。
締切次郎
締切が一つの具体的な形を持った妖怪。身長60センチメートルで小太り。仁丹の匂いをぷんぷんさせている。つぶらな瞳。
佐藤多佳子
作家。本屋大賞授賞式の出席者。『一瞬の風になれ』で本屋大賞を受賞。
リリー・フランキー
作家。本屋大賞授賞式の出席者。
万城目学
作家。本屋大賞授賞式の出席者。
海苔本氏
編集者。鱸氏の後輩。竹林伐採に駆り出される。
柳生竹左右衛門
竹林バスターズ。柳生の里を追われた覆面剣士。満月殺法の使い手。登美彦氏の妄想の中の人物。
洛北チェーンソー
竹林バスターズ。チェーンソーをふるって竹林を丸裸にする大坊主。登美彦氏の妄想の中の人物。
伊賀
竹林バスターズ。洛北チェーンソーの従弟。我流の忍者修行を重ねた16歳。竹林伐採にクサリ鎌を愛用する。登美彦氏の妄想の中の人物。
蚊取
竹林バスターズ。特殊な波長の音によって藪蚊を追い払える。登美彦氏の妄想の中の人物。
富士井氏
登美彦氏の中学以来の友人。大阪で働いている。登美彦氏が山本周五郎賞を受賞した祝いの集いで、京都観光を企画する。
西河氏
登美彦氏の中学以来の友人。某有名企業に勤務。登美彦氏の受賞祝いの集いを兼ねた京都観光に参加する。
武内さん
富士井氏の知り合いの女性。登美彦氏の受賞祝いで女性同伴で参加することになった富士井氏から誘われ、京都観光に参加する。
西藤さん、佐倉井さん
西河氏の知り合いの女性たち。登美彦氏の受賞祝いで女性同伴で参加することになった西河氏から誘われ、京都観光に参加する。
河崎氏
登美彦氏の中学以来の友人。某新聞社の写真記者。女性同伴で登美彦氏の受賞祝いの会食が行われるレストラン菊水のビアガーデンに合流する。
和田邊氏
大口氏、鱸氏の同僚編集者。登美彦氏と初対面ながら、竹林伐採に駆り出される。
真津下氏
大口氏、鱸氏の同僚編集者。女性。登美彦氏と初対面ながら、竹林伐採に駆り出される。
鍵屋さんの弟
髭を生やした男前。「桂のジョニー・デップ」。

## 書誌情報
- 単行本：光文社、2008年8月21日発売、ISBN 978-4-33-492624-3
- 文庫本：光文社文庫、2010年12月09日発売、ISBN 978-4-33-474895-1[1]

| 回     | タイトル                                                | 初出                     |
| ------ | ------------------------------------------------------- | ------------------------ |
| 第1回  | 登美彦氏は如何にして竹林の賢人となりしか                | 『小説宝石』2007年01月号 |
| 第2回  | ケーキと竹林                                            | 『小説宝石』2007年02月号 |
| 第3回  | 竹林整備初戦                                            | 『小説宝石』2007年03月号 |
| 第4回  | 机上の竹林                                              | 『小説宝石』2007年04月号 |
| 第5回  | 森見登美彦氏の弁明                                      | 『小説宝石』2007年05月号 |
| 第6回  | 登美彦氏、清談に耽る                                    | 『小説宝石』2007年06月号 |
| 第7回  | Ｔ君の話                                                | 『小説宝石』2007年07月号 |
| 第8回  | 登美彦氏、外堀を埋めて美女と出逢う                      | 『小説宝石』2007年08月号 |
| 第9回  | 竹林は遠きに在りて想うもの                              | 『小説宝石』2007年09月号 |
| 第10回 | 竹林へ立ち向かう四人の男                                | 『小説宝石』2007年10月号 |
| 第11回 | 登美彦氏の夏'07                                         | 『小説宝石』2007年12月号 |
| 第12回 | 紳士たちの反撃                                          | 『小説宝石』2008年01月号 |
| 第13回 | 孟宗竹分解法講義                                        | 『小説宝石』2007年11月号 |
| 第14回 | 腰と竹林                                                | 『小説宝石』2008年03月号 |
| 第15回 | 森見登美彦（MBC最高経営責任者）今、すべてを語る（前編） | 『小説宝石』2008年04月号 |
| 第16回 | 森見登美彦（MBC最高経営責任者）今、すべてを語る（後編） | 『小説宝石』2008年05月号 |
| 第17回 | 大団円の発掘                                            | 『小説宝石』2008年06月号 |
| 番外編 | 竹林ふたたび                                            | 書下ろし（文庫本特典）   |